# Bourdonné
Bourdonné là một xã của Pháp, nằm ở tỉnh Yvelines trong vùng Île-de-France.
Người dân ở đây trong tiếng Pháp gọi là Bourdonnéens.
Các xã giáp ranh là: Gambais về phía bắc, Gambaiseuil về phía đông, Condé-sur-Vesgre về phía nam, Boutigny-Prouais (Eure-et-Loir) về phía tây nam và Dannemarie về phía tây.

## Hành chính
| Danh sách các thị trưởng               |           |                 |      |         |
| Giai đoạn                              | Giai đoạn | Tên             | Đảng | Tư cách |
| mars 2001                              | 2008      | Sylvain Rouland |      |         |
| mars 2008                              | 2014      | Sylvain Rouland |      |         |
| Tất cả các dữ liệu trước đây không rõ. |           |                 |      |         |

| 1793 | 1800 | 1806 | 1821 | 1831 | 1836 | 1841 | 1846 | 1851 |
| ---- | ---- | ---- | ---- | ---- | ---- | ---- | ---- | ---- |
| 457  | 424  | 456  | 475  | 546  | 541  | 539  | 540  | 505  |

| 1856 | 1861 | 1866 | 1872 | 1876 | 1881 | 1886 | 1891 | 1896 |
| ---- | ---- | ---- | ---- | ---- | ---- | ---- | ---- | ---- |
| 503  | 519  | 514  | 548  | 532  | 489  | 525  | 514  | 548  |

| 1901 | 1906 | 1911 | 1921 | 1926 | 1931 | 1936 | 1946 | 1954 |
| ---- | ---- | ---- | ---- | ---- | ---- | ---- | ---- | ---- |
| 528  | 456  | 448  | 408  | 406  | 350  | 304  | 336  | 317  |

| 1962                                         | 1968 | 1975 | 1982 | 1990 | 1999 | - | - | - |
| -------------------------------------------- | ---- | ---- | ---- | ---- | ---- | - | - | - |
| 299                                          | 248  | 250  | 294  | 390  | 427  | - | - | - |
| Số liệu kể từ 1962 : dân số không tính trùng |      |      |      |      |      |   |   |   |